# اندری درینسکی
اندری درینسکی (انگلیسی: Andrii Derevinskyi; ۲۸ march ۱۹۸۸ (۳۶ سال) – ) شناگر اهل اوکراین بود.
وی در مسابقات کشوری و بین‌المللی در مجموع برندهٔ ۲ مدال برنز شده‌است.